# Кокорев, Дмитрий Васильевич
Дми́трий Васи́льевич Ко́корев (1918 — 1941) — советский военный лётчик; совершил один из первых таранов в Великой Отечественной войне (22 июня 1941 года). 

## Биография
Дмитрий Васильевич Кокорев родился в 1918 году в деревне Юрьево (ныне Пителинского района) Рязанской области. Русский.
Его вдова, Екатерина Гордеевна, после войны вместе с дочерью Марией жила в Ялте. 
Внук — Владимир Сапрыгин, военный, ракетчик
Правнук — Иван Владимирович Сапрыгин

### Образование
Дмитрий Васильевич окончил:
- аэроклуб
- военную авиационную школу пилотов.

### Великая Отечественная война
- 1941 год — член ВКП(б).
- На начало войны — младший лейтенант РККА, командир звена 124 иап.

## Подвиги
22 июня 1941 года, израсходовав боезапас, воздушным винтом своего МиГ-3 разрушил хвостовое оперение немецкого Do-215. Самолёт противника упал; самолёт Кокорева был повреждён, но пилоту удалось его посадить (на фюзеляж) на небольшой площадке в районе города Замбров (Западная Белоруссия). За этот подвиг Дмитрий Васильевич Кокорев был награждён орденом Красного Знамени.
12 октября 1941 года в воздушном бою он сбил вражеский Me-109, атаковавший советский Пе-2, но попал под зенитный огонь и погиб.
Всего им было совершено более 100 боевых вылетов; сбито 5 самолётов противника.

## Награды
- Орден Красного Знамени